# موسي ديالو
موسي ديالو (بالفرنسية: Moussa Diallo)‏ هو لاعب كرة قدم بلجيكي وسنغالي في مركز الهجوم، ولد في 20 نوفمبر 1990 في بلجيكا. لعب مع نادي يوبين.

## وصلات خارجية
- موسي ديالو على موقع قاعدة بيانات كرة القدم.إي يو (الإنجليزية)
- موسي ديالو على موقع Soccerway.com (الإنجليزية)